# Maria Celestina Fernandes
Maria Celestina Fernandes (Lubango, 2 de septiembre de 1945) es una abogada, trabajadora social y escritora angoleña que ha incursionado principalmente en el género de la literatura infantil. También ha escrito poesía y cuentos.

## Biografía
Nacida en Lubango, es hija de un funcionario público. Fue educada en la escuela secundaria Salvador Correia en Luanda. Fernandes se formó como asistente social en el Instituto de Trabajo Social Pio XII y obtuvo una licenciatura en derecho de la Facultad de Derecho de la Universidad Agostinho Neto.
En 1975 comenzó a trabajar en el Banco Nacional de Angola y permaneció allí durante más de dos décadas, pasando de jefa del departamento social a subdirectora del departamento legal, retirándose posteriormente.
Incursionó en la escritura a fines de la década de 1980, inicialmente en el Jornal de Angola y el Boletim da Organização da Mulher Angolana (OMA). Desde 1990, ha publicado numerosos libros. En febrero de 2016 participó en un festival de literatura en Lisboa, Portugal, organizado por el expresidente del país, Jorge Sampaio.
Fernandes es miembro de la Unión de Escritores de Angola y de la Asociación Chá de Caxinde.

## Obras seleccionadas
- A borboleta cor de ouro, UEA, 1990
- Kalimba, INALD, 1992
- A árvore dos gingongos, Edições Margem. 1993
- A rainha tartaruga, INALD, 1997
- A filha do soba, Nzila, 2001
- O presente, Chá de Caxinde, 2002
- A estrela que sorri, UEA, 2005
- É preciso prevenir, UEA, 2006
- As três aventureiras no parque e a joaninha, UEA, 2006
- União Arco-Íris, INALD, 2006
- Colectânea de contos, INALD, 2006
- Retalhos da vida, INALD, 1992
- Poemas, UEA, 1995
- O meu canto, UEA, 2004
- Os panos brancos, UEA, 2004
- A Muxiluanda, Chá de Caxinde, 2008

## Premios
- Premio Literario Jardim do Livro Infantil, 2010
- Premio Caxinde do Conto Infantil, 2012
- Premio de Excelencia Literaria (Troféu Corujão das Letras), 2015